# Napoleon Manuel Kheil
Napoleon Manuel Kheil (19. října 1849, Praha – 1. listopadu 1923, tamtéž) byl český entomolog (lepidopterolog a orthopterolog), majitel a ředitel soukromé obchodní školy, autor v oboru obchod a sběratel, který ve své době shromáždil jednu z největších soukromých sbírek hmyzu v Čechách. Byl členem a jedním ze zakladatelů České společnosti entomologické.

## Život
Napoleon Manuel Kheil se narodil v Praze. Studoval na gymnáziu v Praze a později začal studovat právo na Karlově univerzitě. Studium však nedokončil. V roce 1876 udělal zkoušky a získal kvalifikaci na činnost učitele na vyšších obchodních školách. Zpočátku působil jako vedoucí učitel na obchodní škole svého otce, ale později se osamostatnil a v roce 1881 otevřel v Praze svou vlastní obchodní školu. Měl talent na jazyky a kromě češtiny dokonale ovládal němčinu, francouzštinu španělštinu.
Napoleon Manuel Kheil zemřel v Praze roku 1923 a je pohřben na Olšanských hřbitovech.

## Entomologické aktivity
Hlavní vliv na Kheilův zájem o entomologii měl jeho kmotr, český entomolog MUDr. František Antonín Nickerl (1813–1871). Později se stala entomologie s převažujícím zájmem o motýly jeho hlavním koníčkem, kterému věnoval svůj volný čas. Zpočátku sbíral hlavně domácí druhy hmyzu z oblasti Čech, ale postupně začíná dělat i sběry v zahraničí a to hlavně na území Španělska, jižní Francie, ale i Alžíru. Během svých sběratelských cest po jižním Francii se seznámil s francouzským sběratelem Josephem Azamem (1858-1921), který se zabýval studiem rovnokřídlých. Pod vlivem tohoto sběratele se zajímá také o tento řád, což dalo základ jeho sbírky i z této skupiny hmyzu.
Během svého života popsal několik druhů a poddruhů hmyzu, např. Jamides talinga Kheil, 1884, Cathaemia hyparete ssp. amarilla Kheil, 1884, Cathaemia hyparete ssp. niasana Kheil, 1884 apod.
Na jeho počest bylo jeho jménem pojmenováno několik druhů a poddruhů hmyzu. Jako významného mecenáše entomologického oddělení pražského národního muzea ho uctili i jeho kolegové a na jeho počest po něm pojmenoval Dr. Jan Obenberger následující druhy hmyzu: Holubia kheili Obenberger, 1924, Taphrocerus kheili Obenberger, 1924, Psiloptera kheili Obenberger, 1924, Pachyschelus kheili Obenberger, 1925, Sphenoptera kheili Obenberger, 1926, Agrilaxia kheiliana Obenberger, 1932 apod.
Jeho sbírka hmyzu v rozsahu 27 230 exemplářů je uložena v Entomologickém oddělení Národního muzea v Praze, kterému ji odkázal ve své závěti.